# Сімона Пейчева
Сімона Пейчева (14 травня 1985) —  болгарська гімнастка (художня гімнастика).

## Біографія
У 2015 році брала участь у телевізійному шоу "І я можу це" на телебаченні Nova. Після трьох місяців вона виграла автомобіль Hundai i20.

## Виступи на Олімпіадах
| Олімпіада  | Дисципліна                  | Місце |
| ---------- | --------------------------- | ----- |
| Афіни 2004 | Індивідуальне багатоборство | 6     |
| Пекін 2008 | Індивідуальне багатоборство | 10    |